# Conocybe
Conocybe és un gènere de bolets basidiomicots de l'ordre dels agaricals (Agaricales).. El gènere conté unes 250 espècies. Són de distribució cosmopolita. L'espècie tipus és Conocybe tenera.
La majoria tenen un peu llarg i fi i creixen sobre prats o molsa morta, herba seca, dumes de sorra o fusta en descomposició. El seu capell és cònic o en forma de campana. Les espècies que tenen el vel parcial ben desenvolupat s'ubiquen en el subgènere Pholiotina. Com les del gènere Galerina, una espècie de Conocybe es pot distingir al microscopi per la cutícula del seu capell i si no és amb el microscopi és fàcil confondre les espècies de Conocybe amb les del gènere Galerina. També es poden confondre les espècies de Conocybes amb les del gènere Bolbitius.
Se sap que quatre espècies de Conocybe contenenn psilocina i psilocibina: Conocybe kuehneriana, Conocybe siligineoides, Conocybe cyanopus i Conocybe smithii. Conocybe siligineoides va ser usada pels xamans mazateques d'Oaxaca.
A Espanya tot el gènere Conocybe està dins la llista de plantes de venda regulada.
Conocybe filaris és un bolet de prat comú que conté una toxina mortal.
El nom de Conocybe prové del grec cono que significa conus i cybe que significa cap.

## Algunes espècies
- Conocybe apala (molt comú)
- Conocybe cyanopus (psicoactiu)
- Conocybe elegans
- Conocybe filaris (mortal)
- Conocybe kuehneriana (psicoactiu)
- Conocybe reticulata
- Conocybe rickenii
- Conocybe siligineoides (psicoactiu)
- Conocybe smithii (psicoactiu)
- Conocybe tenera (espècie tipus)
- Conocybe volviradicata[4]